# Cyclocephala laevis
Cyclocephala laevis är en skalbaggsart som beskrevs av Gilbert John Arrow 1937. Cyclocephala laevis ingår i släktet Cyclocephala och familjen Dynastidae. Inga underarter finns listade i Catalogue of Life.